# Tristan

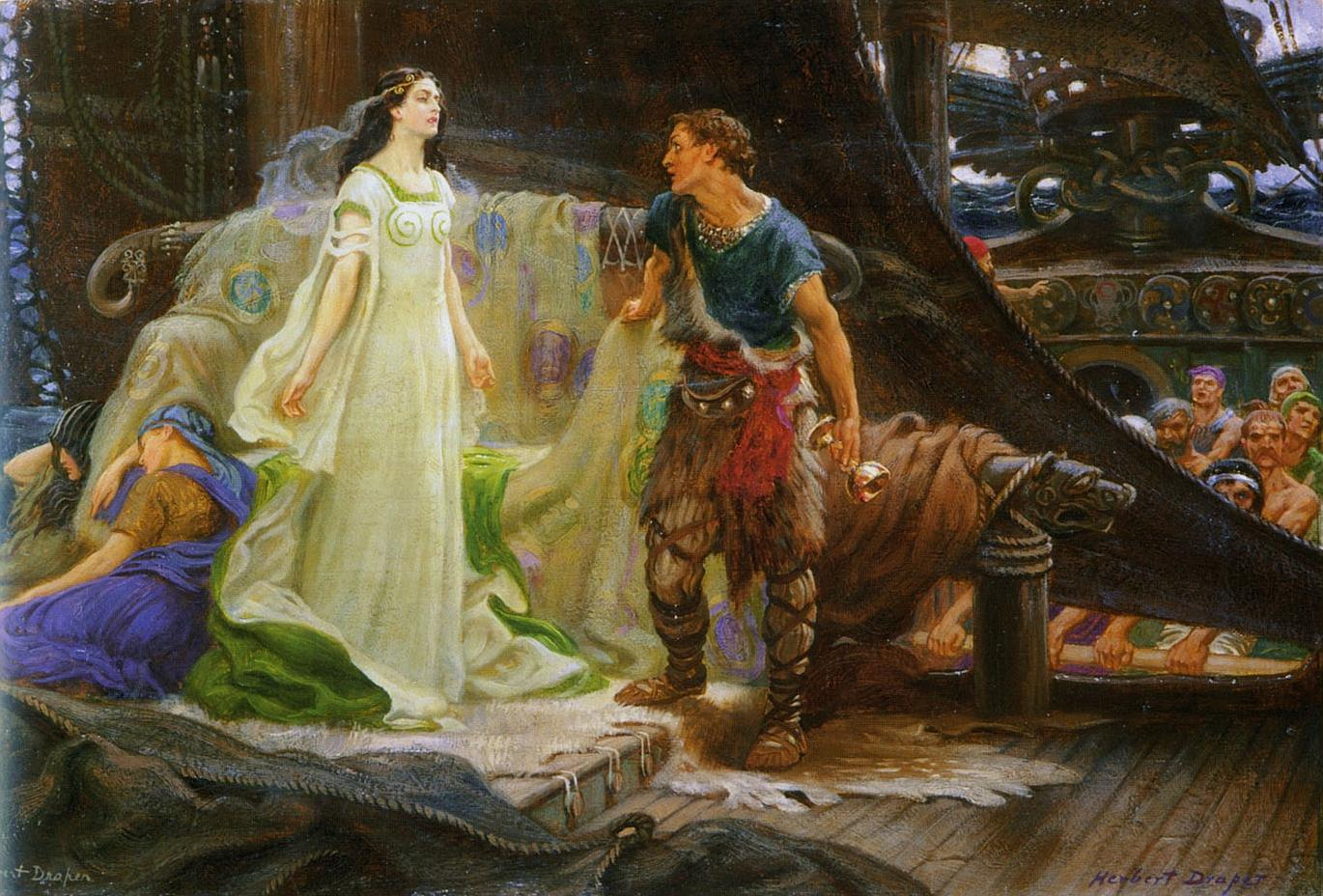
Tristan en Isolde getekend door Herbert James Draper (1864-1920)

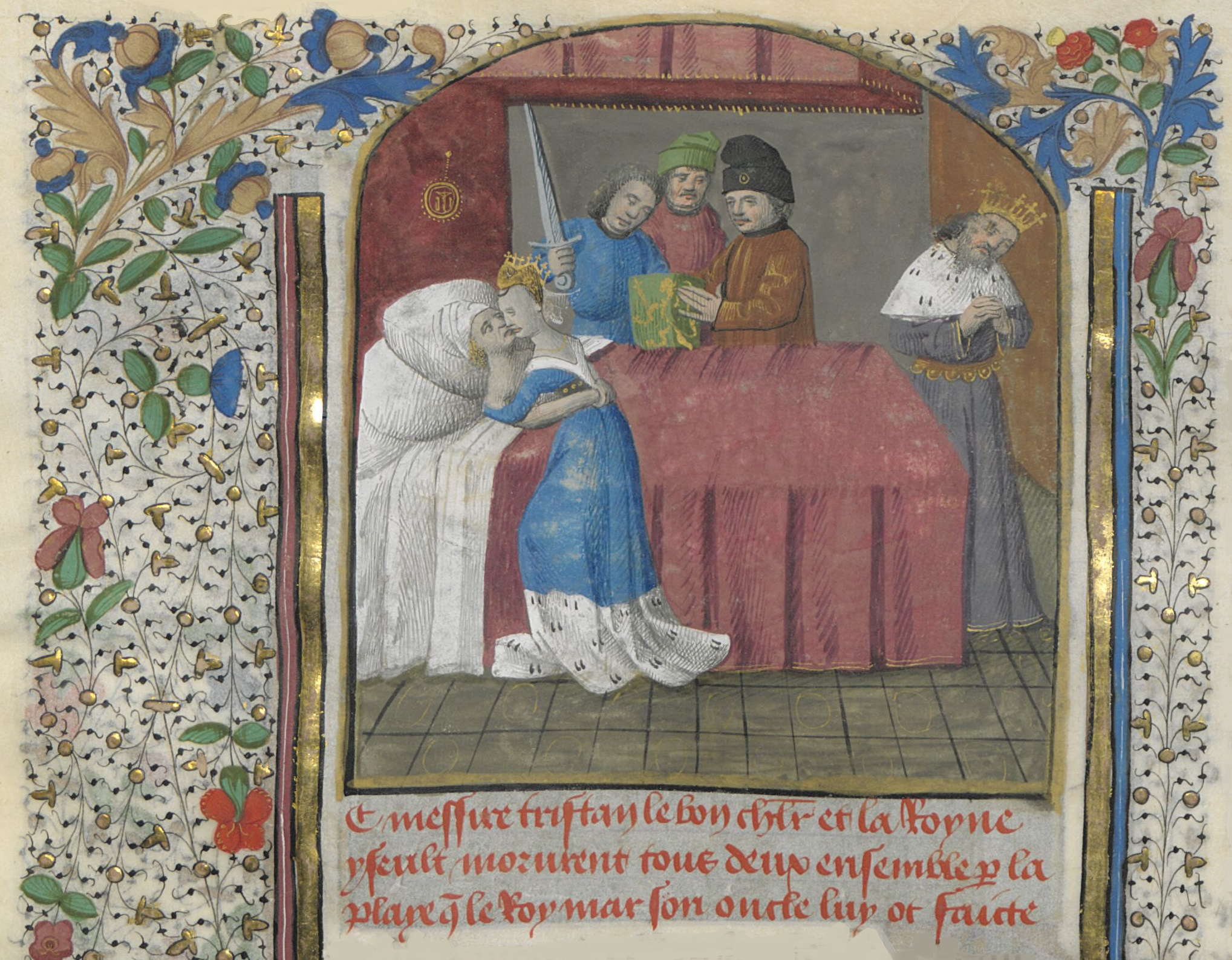
Miniatuur uit de vijftiende eeuw

Tristan (Latijn: Drustanus, Welsh: Drystan of Tristram) is een mythische persoonlijkheid en een van de twee hoofdpersonages in een middeleeuwse legende Tristan en Isolde waarvan de oorsprong waarschijnlijk teruggaat tot de 7e of 8e eeuw. Het verhaal werd in de hoofse romans van de middeleeuwen ettelijke malen herschreven en verspreidde zich over het ganse toenmalige Europa. Later werd het personage ook betrokken bij de Arthur-legendes en werd hij genoemd als een van de ridders van de Ronde Tafel.

## Oorsprong
De kern van het verhaal gaat over een heerser of een koning en zijn kampioen of bijzonderste krijgsman. Voor zijn volk is hij de behoeder van structuur en orde door hun vijanden te verslaan en veiligheid en zekerheid te brengen. Hij wordt daarbij ter zijde gestaan door zijn kampioen, zijn vazal, zijn bijzonderste krijgsman. Er wordt van hem ook verwacht dat hij voor stabiliteit in de toekomst, dus voor opvolging zorgt waarbij de vrouw in het verhaal komt. De band tussen de heerser en de kampioen is trouw en eer, de band met de vrouw is seks. In de relatie tussen koning en krijgsman introduceert de vrouw mysterieuze krachten die niet gecontroleerd worden door de wetten van politiek en oorlogsvoering. Door haar krachten vernietigt zij de band tussen de krijgers en brengt verderf.
Over de oorsprong van het verhaal zijn er verschillende theorieën en de geleerden zijn het niet met elkaar eens. Sommigen denken dat dit verhaal zou zijn afgeleid uit Keltische (Ierse, Welse, Pictische en Britse) verhalen. Men verwijst hiervoor onder andere naar de Tristan steen, een granieten menhir bij Fowey in Cornwall die een inscriptie draagt uit het midden van de 6e eeuw die luidt: DRVSTANVS HIC IACIT CVNOWORI FILIVS (‘Drustan ligt hier, de zoon van Cunomorous’). Een derde lijn die nu ontbreekt, zou volgens de 16e-eeuwse geschiedkundige John Leland als volgt geluid hebben: CVM DOMINA OUSILLA (‘met de dame Ousilla’). Ousilla is de Latijnse vorm van Eselt of Isolde. Er zouden ook aanwijzingen zijn dat een koning Mark (Merchiaun) in Cornwall regeerde in de zesde eeuw zoals blijkt uit de vita van de heilige Iltud.
Een mogelijke Ierse oorsprong wordt ook zeer vaak geopperd. Een dramatisch aflopende triantán an grá of driehoeksverhouding kan men in diverse vroege Ierse werken terugvinden, onder meer in Tóraigheacht Dhiarmada agus Ghráinne waarin prinses Gráinne wegvlucht met de jonge ridder Diarmuid van het huwelijksfeest waar ze moest trouwen met de oude Fionn mac Cumhaill. Ook het Ierse Scéla Cano meic Gartnáin opgetekend in de 14e eeuw, maar waarschijnlijk veel ouder, brengt het verhaal van een driehoeksverhouding tussen de oude koning Marcan, zijn jonge vrouw Credd en de jonge verbannen koning van Schotland Cano die aan het hof van Marcan verblijft.
Verschillende onderzoekers zijn van mening dat het Perzische verhaal Vis u Ramin uit de 11e eeuw aan de basis zou liggen van de Tristan legende. Het verhaal zou dan in het westen terechtgekomen zijn via terugkerende kruisvaarders en via minstrelen die toegang hadden tot de Saraceense kampen in het Heilige Land. Maar ook deze hypothese wordt verre van algemeen aanvaard, een meerderheid van onderzoekers opteert voor een Keltische oorsprong.

## Bewaarde werken
Tristan en Isolde wordt door sommigen beschouwd als een Arthurlegende die de verhalen over de ridders van de ronde tafel voorafgaat. Het werk wordt waarschijnlijk al in het midden van de 12e eeuw op schrift gesteld door Chrétien de Troyes, dat schreef hij tenminste zelf in zijn Cligès, maar zijn Tristan is verloren gegaan en het eerste bewaarde werk werd tussen 1160 en 1165 geschreven in het Anglo-Normandisch door Thomas van Brittannië, waarschijnlijk voor Eleonora van Aquitanië. Van dit werk zijn tien fragmenten teruggevonden waarvan er vandaag slechts acht overblijven die zich in vijf verschillende handschriften bevinden. In totaal kennen we van dit werk ongeveer 3.300 verzen, vooral van het laatste deel van het verhaal (Het huwelijk van Tristan met Isolde met de blanke handen) en dat zou overeenstemmen met ongeveer een zesde van het originele werk. De volledige inhoud van het verhaal van Thomas kent men uit een vertaling in Oudnoors proza (Saga af Tristram ok Ísond) door een zekere Broeder Robert omstreeks 1226 gemaakt voor koning Hákon Hákonarson, koning van Noorwegen tussen 1216 en 1263.
Een tweede Anglo-Normandische versie van het verhaal is die van Béroul van omstreeks 1180, waarvan ongeveer 4.500 verzen bewaard zijn gebleven in één handschrift. Deze fragmenten behandelen het middendeel van het verhaal, de heimelijke liefde van Tristan en Isolde aan het hof van koning Mark. In het Duits zijn de eerste werken van de hand van Eilhart von Oberge (1170-1190) en Gottfried von Straßburg (1200-1220), wiens werk ook gebaseerd is op de versie van Thomas van Brittannië. Gottfried stierf voor hij het werk kon afmaken en het werk werd afgewerkt omstreeks 1240 door Ulrich von Türheim. Het vervolg van Ulrich werd 50 jaar later herschreven door Heinrich von Freiberg. De Tristrant van Eilhart von Oberge daarentegen is volledig bewaard gebleven en daarmee de vroegste volledige Tristan en Isolde roman die is teruggevonden. Zijn versie is sterk vergelijkbaar met wat is overgebleven van de versie van Béroul.

## Samenvatting van het verhaal
Het verhaal begint met de geschiedenis van Rivalin (ook Riwalin of Canelengres genoemd) van het land van Parmenie die zijn leenheer Morgan aanvalt en tot het aanvaarden van een vrede dwingt. Daarop trekt Rivalin naar het hof van koning Mark (Marke) van Cornwall (Curnewal), beroemd om zijn wijsheid om daar het hofleven te leren kennen. Tijdens een toernooi dat Mark organiseert, en dat wordt bijgewoond door Blanchefleur (Blanscheflur) de jongste zus van de koning worden de jongelui verliefd op elkaar.
Tijdens een gevecht raakt hij gewond en Blanchefleur die dacht dat zijn laatste uur geslagen had sluipt zijn kamer binnen, en het is daar dat Tristan verwekt wordt. Een tijd later moet Rivalin terugkeren naar zijn eigen land, Parmenie, waar een leger van hertog Morgan is binnengevallen en de zwangere Blanchefleur bevreesd voor de schande gaat stiekem met hem mee. Aangekomen in Parmenie trouwt Rivalin met Blanchefleur. Dan trekt hij op tegen Morgan maar sneuvelt tijdens de veldslag en Blanchefleur bevalt van Tristan maar sterft daarbij.
Rual li foitenant, de maarschalk en vertrouweling van Rivalin, en zijn vrouw Floraete voeden Tristan op als hun eigen zoon en ze vertellen aan niemand de ware afkomst van Tristan uit vrees voor Rivalin’s vijanden. Tristan groeit op tot een jonge ridder die verscheidene talen spreekt, een goed jager is, behendig is in het paardrijden en de krijgskunsten en die wondermooi op de harp en allerlei andere instrumenten kan spelen.
Tristan kwam via allerlei omzwervingen als jonge knaap terecht aan het hof van zijn oom Mark, echter zonder dat een van beiden van de verwantschap afwist. In dienst van Mark werd hij in een duel met Morold gewond door diens vergiftigd zwaard. Hij reisde naar Ierland waar hij erin slaagde zich te introduceren aan het koninklijke hof en werd daar genezen door Isolde de koningin en verzorgd door Isolde met het blonde haar, haar dochter. Na zijn terugkeer naar Cornwall ging hij in opdracht van Mark terug naar Ierland om de jonge Isolde als bruid te werven voor Mark. Op de terugweg dronken ze samen per ongeluk van een liefdesdrank, werden hopeloos verliefd en gaven zich over aan hun hartstocht. Na allerlei lotgevallen van de geliefden verliet Tristan zijn geliefde Isolde en het hof van Mark.
Tristan stortte zich in de strijd overal waar hij die kon vinden. Na een half jaar kreeg hij heimwee en trok naar zijn land, Parmenie. Hij werd er goed ontvangen door Ruals zoons. Vandaar trokhij verder naar Arundel waar hij met Kaedin de zoon van hertog Jovelin, de machtige buren die de hertog aanvielen versloeg. Hij trouwde uiteindelijk met Isolde as blanschemains, maar zich verbergend achter een verhaal over een oude wonde die niet wou sluiten kwam hij er niet toe het huwelijk te consummeren. Tristan keerde vermomd als bedelaar nog (drie maal) terug naar Cornwall om Isolde te ontmoeten. Een tijd later werd hij bij een gevecht in Bretagne gewond met een giftige speer. Tristan zond Kaedin naar Cornwall om Isolde te halen, zij was de enige die hem kon genezen, maar Isolde met de witte handen had het gesprek afgeluisterd. Hij gaf de opdracht om bij de terugkeer witte zeilen te hijsen als Isolde aan boord was en anders zwarte. Als het schip terugkeerde, zegde de jaloerse Isolde met de witte handen hem dat het zwarte zeilen voerde. Tristan die dacht dat Isolde hem verloochend had sterft. Als Isolde even later wordt binnengebracht ziet ze de dode Tristan en sterft zelf van verdriet.

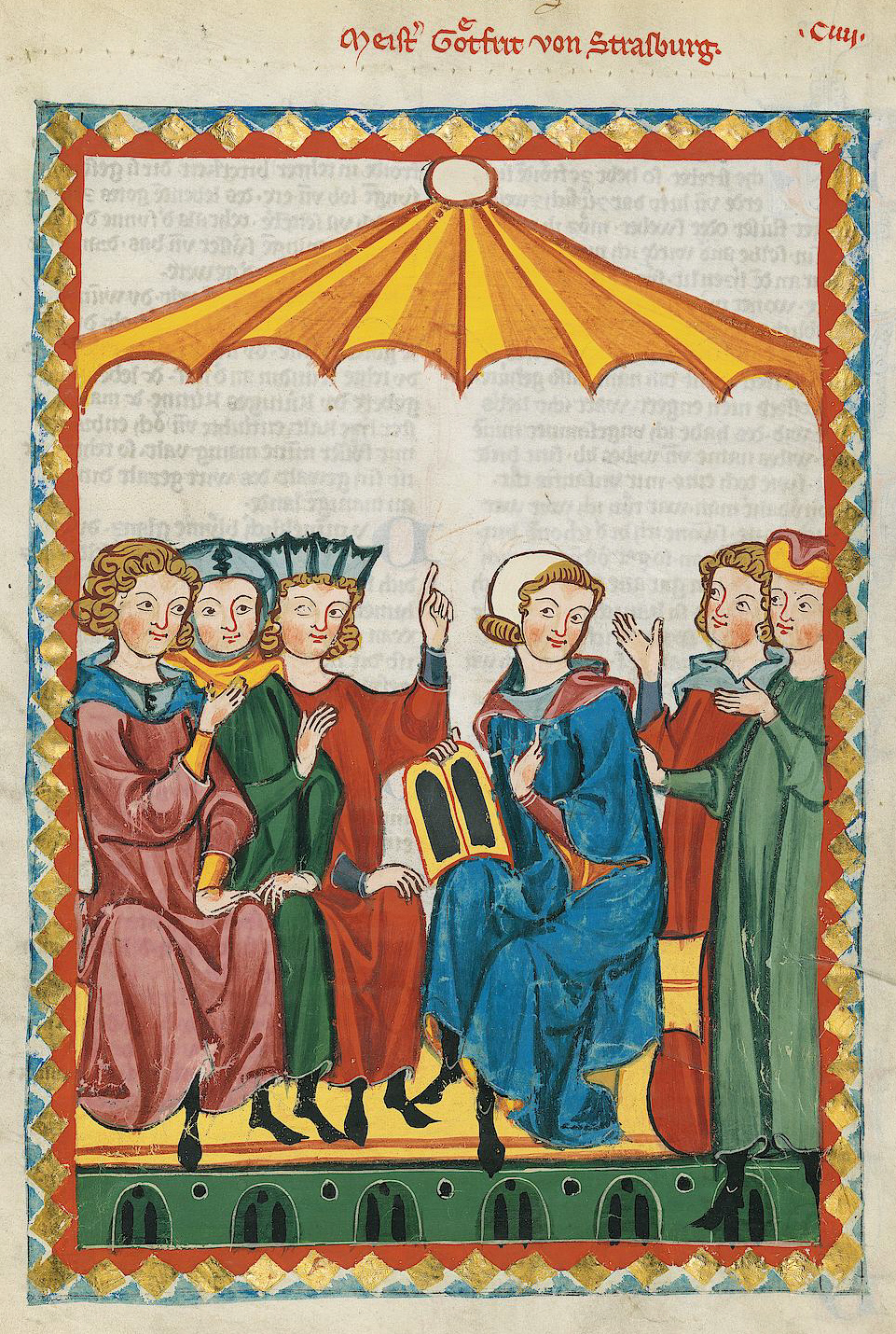
Gottfried von Straßburg (in het blauwe gewaad) leest voor uit zijn Tristan (Codex Manesse, 14e eeuw)

## Tristan en de Arthurlegendes
In deze eerste versies van het verhaal is er geen verband met de verhalen rond koning Arthur. Deze connectie werd pas gemaakt in de zogenaamde Tristan in Proza die tussen 1230 en 1235 ontstaat. In dit werk wordt voor het eerst een link gelegd tussen de Tristanstof en de verhalen rond Arthur en de graal. Dit beantwoordde aan de tendens die ontstond in het Frankrijk van de 13e eeuw om de drie verhalencycli, die rond koning Arthur, de verhalen rond de graal en het verhaal rond Tristan en Isolde, met elkaar te verbinden en om te vormen tot één verhaal. Een bijzondere bijdrage aan het Tristan verhaal in de Arthurcyclus is van de hand van Sir Thomas Malory die in de 15e eeuw zijn Morte d'Arthur schreef. Voor het Tristanverhaal putte hij voornamelijk uit de Franse Tristan in proza. Zijn verhaal over Sir Tristram de Lyones legt de nadruk op de ridderlijke kwaliteiten van Tristan en het liefdesdrama moet wijken voor de beschrijving van talloze gevechtsscènes. Het verhaal verwatert naar het soort riddersromans waarin dappere helden door schurken en draken belaagde jonkvrouwen redden.

## In literatuur en film
- Algernon Charles Swinburne schreef Tristran of Lyonesse. Het boek heeft als uitgangspunt het achterhalen van de ware identiteit van Tristans voorouders en of Lyonesse bestaat of bestaan heeft; sommigen beweren dat het een eiland was.
- Richard Wagner componeerde de opera Tristan und Isolde. De opera schreef hij rond een verhaal van Gottfried von Straßburg.
- Jon Vickers speelt hem in Tristan und Isolde uit 1974. De film werd in het Duits opgenomen.
- Nicholas Clay speelt hem in Lovespell uit 1981. Hoofdrolspeler Clay speelde het jaar erna in de film Excalibur, dit keer in de rol van Lancelot.
- Christoph Waltz speelt hem in Sword and Fire uit 1982.
- Mads Mikkelsen speelt hem in King Arthur uit 2004.
- James Franco speelt hem in Tristan & Isolde uit 2006.
- Thomas Servranckx speelt hem in De Ridders van de Ronde Keukentafel (musical) uit 2017